# Pen
Pen là một thành phố và là nơi đặt hội đồng đô thị (municipal council) của quận Raigarh thuộc bang Maharashtra, Ấn Độ.

## Địa lý
Pen có vị trí 18°45′B 73°05′Đ / 18,75°B 73,08°Đ Nó có độ cao trung bình là 18 mét (59 feet).

## Nhân khẩu
Theo điều tra dân số năm 2001 của Ấn Độ, Pen có dân số 30.203 người. Phái nam chiếm 52% tổng số dân và phái nữ chiếm 48%. Pen có tỷ lệ 80% biết đọc biết viết, cao hơn tỷ lệ trung bình toàn quốc là 59,5%: tỷ lệ cho phái nam là 84%, và tỷ lệ cho phái nữ là 76%. Tại Pen, 12% dân số nhỏ hơn 6 tuổi.